# Goldbleche von Pyrgi

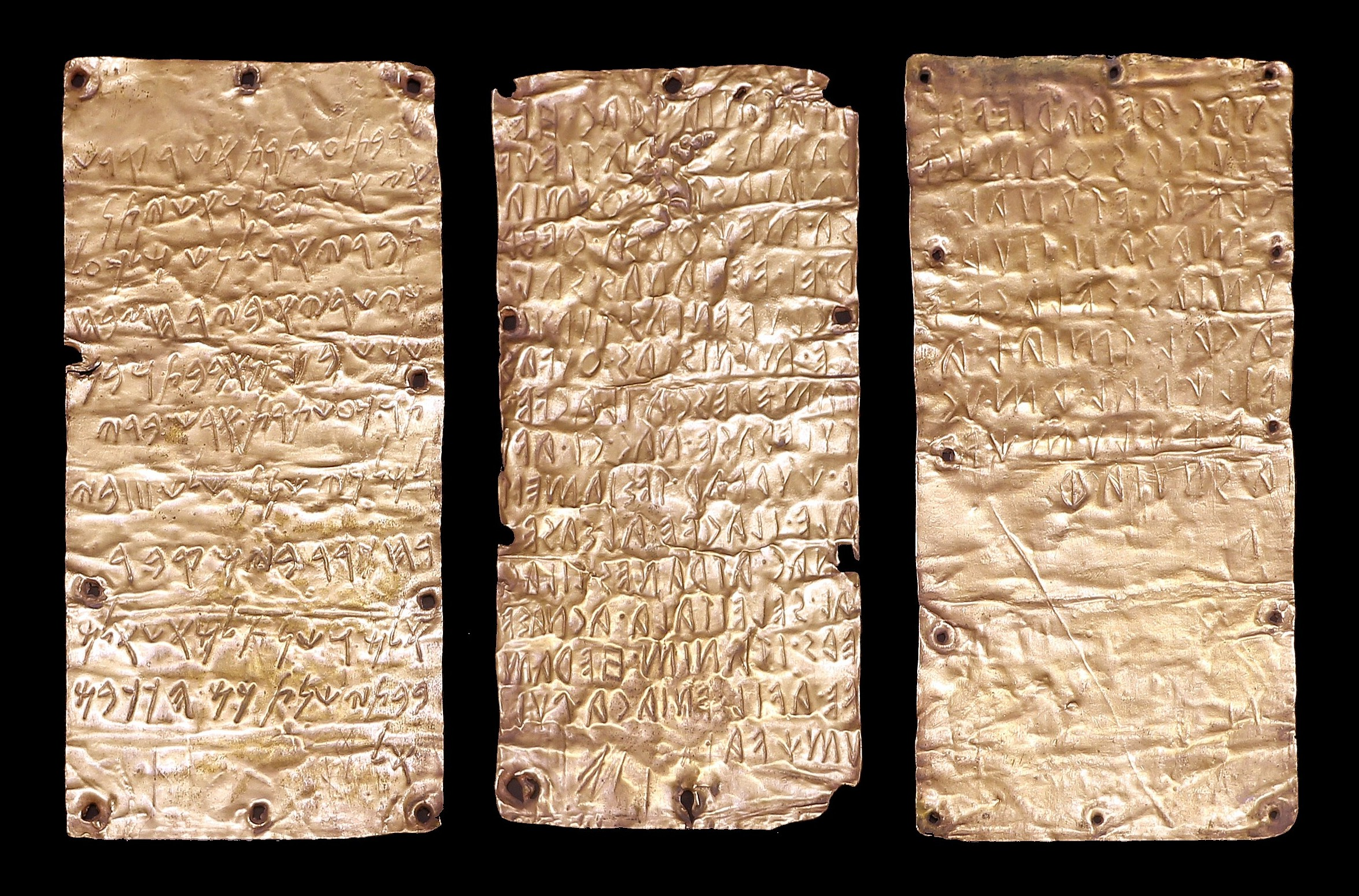
Die Goldbleche von Pyrgi

Die Goldbleche von Pyrgi (italienisch Lamine d’oro da Pyrgi oder kurz Lamine di Pyrgi) stammen etwa aus dem 5. Jahrhundert v. Chr. und sind von grundlegender Bedeutung für die Kenntnis der Geschichte und Sprache der Etrusker. Die Artefakte wurden 1964 im etruskischen Heiligtum von Pyrgi entdeckt und befinden sich heute im Museo Nazionale Etrusco di Villa Giulia in Rom.

## Entdeckung

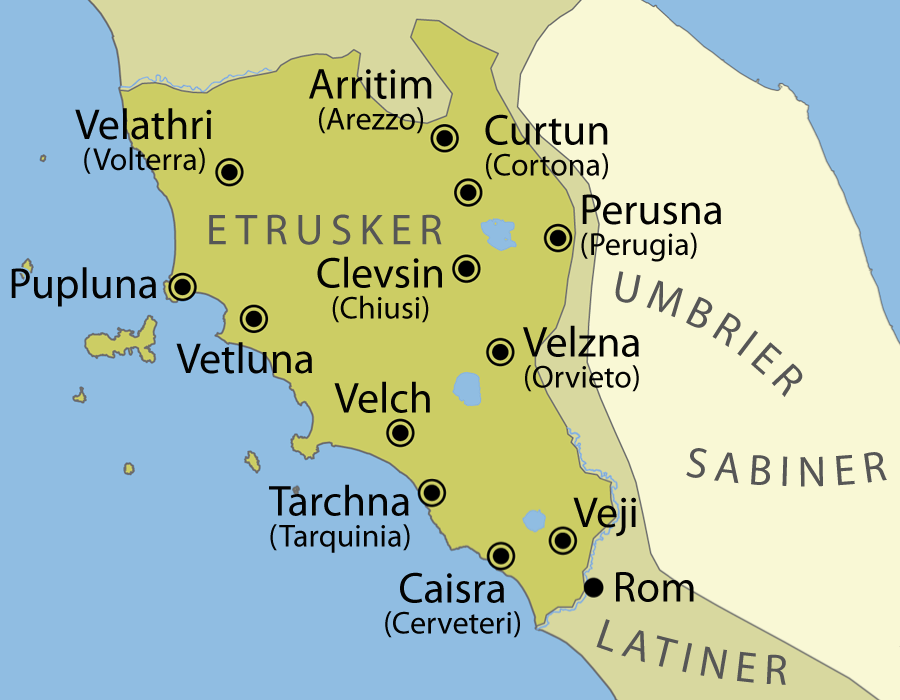
Etruskisches Siedlungs- und Einflussgebiet mit Caisra im Süden

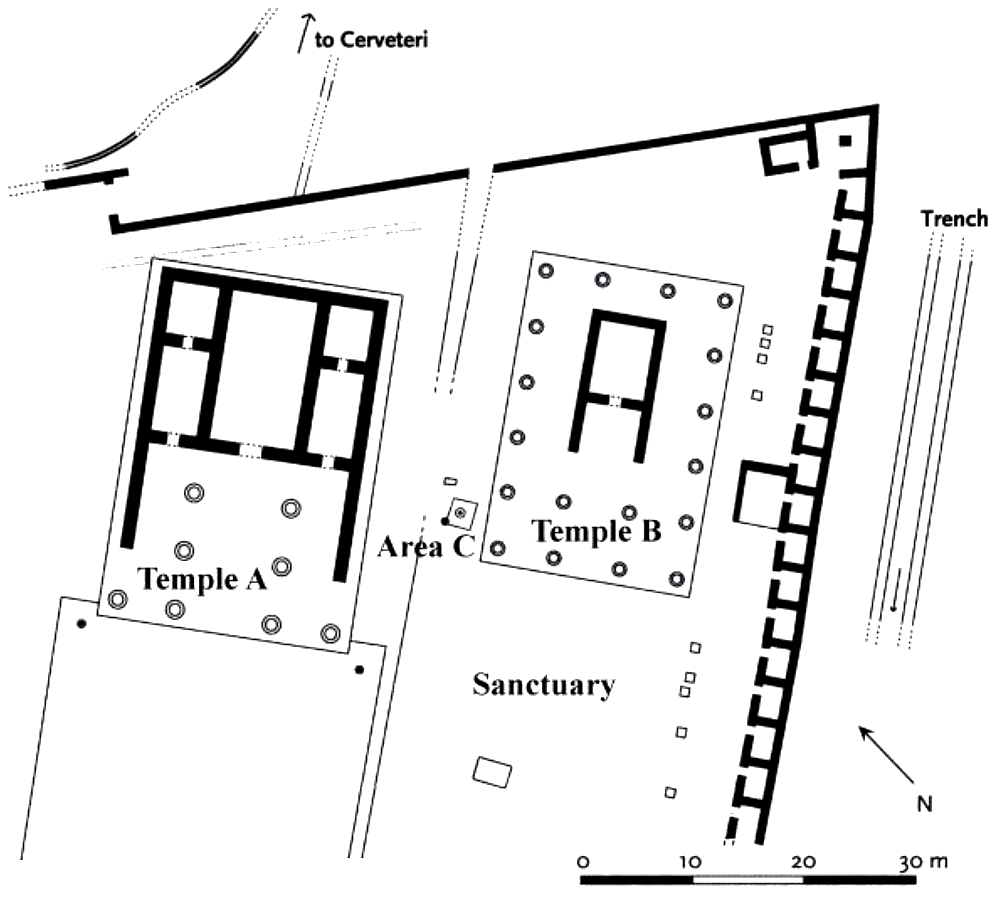
Das Heiligtum von Pyrgi mit Tempel A, Tempel B und Area C

Die Goldbleche wurden am 8. Juli 1964 von Giovanni Colonna während einer von Massimo Pallottino geleiteten Ausgrabung in der Nähe von Santa Severa in der archäologischen Stätte von Pyrgi gefunden. Dort befand sich einer der Häfen des antiken Caere (etruskisch Caisra oder Cisra). Pyrgi war zwischen dem 6. und 4. Jahrhundert v. Chr. eine bedeutende Handelsniederlassung (Emporion) im Mittelmeerraum. In Pyrgi gab es mindestens zwei Heiligtümer von internationaler Bedeutung: einen älteren Tempel aus dem Ende des 6. Jahrhunderts v. Chr., der der etruskischen Göttin Uni und der phönizischen Astarte gewidmet war und heute als Tempel B bezeichnet wird, und einen jüngeren Tempel aus der ersten Hälfte des 5. Jahrhunderts v. Chr., der Eileithyia und Leukothea gewidmet war und Tempel A genannt wird.

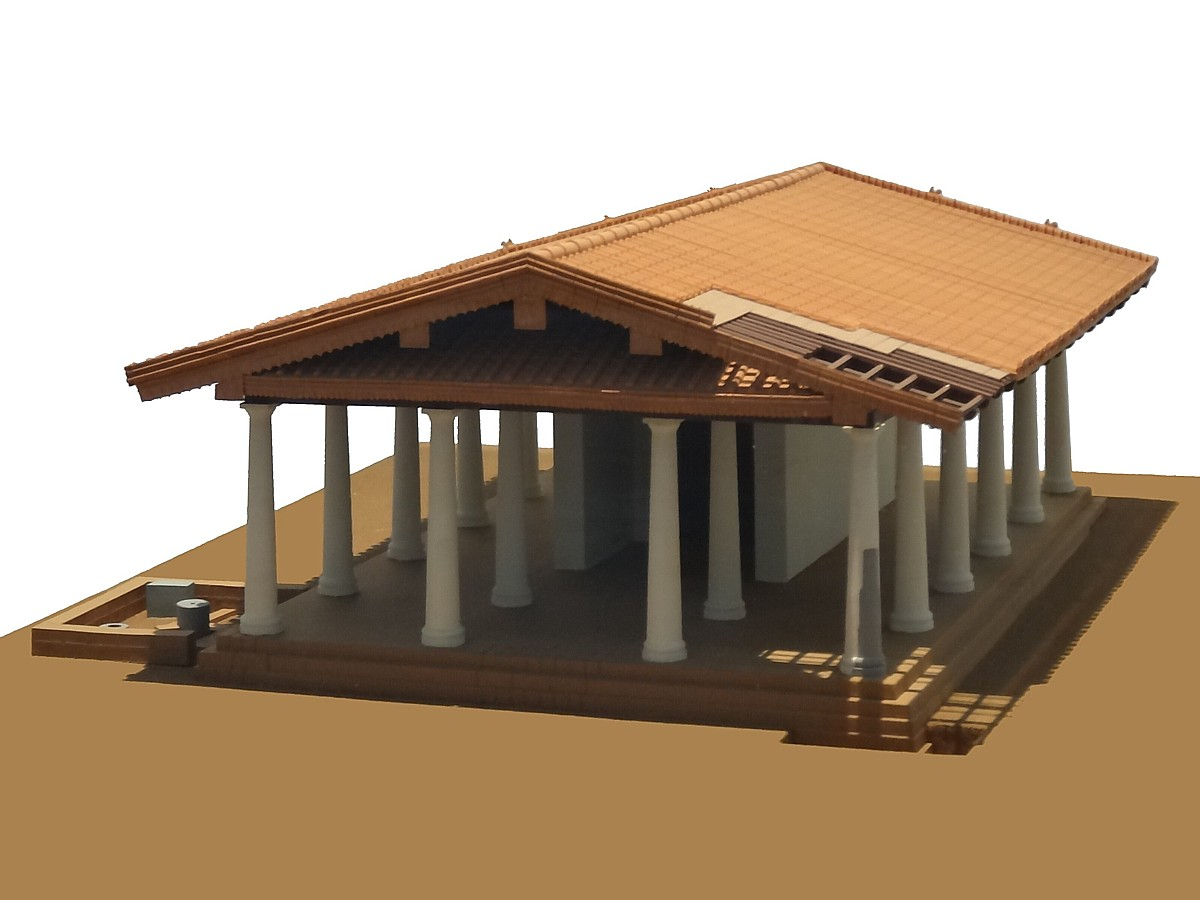
Modell von Tempel B und dem Area C

Die drei Goldbleche wurden zusammen mit einer beschrifteten Bronzetafel und Architektur-Terrakotten in einer Einfriedung (Area C) in der Nähe von Tempel B gefunden und enthalten einen Text in phönizisch-punischer Sprache und zwei in etruskischer Sprache. Die Goldbleche werden heute im Museo Nazionale Etrusco di Villa Giulia in Rom aufbewahrt. Gelegentlich wird vermutet, dass sich die Originale aufgrund ihres Werts in einem Bankschließfach befinden und im Museum nur Replikate zu sehen sind.

## Beschreibung

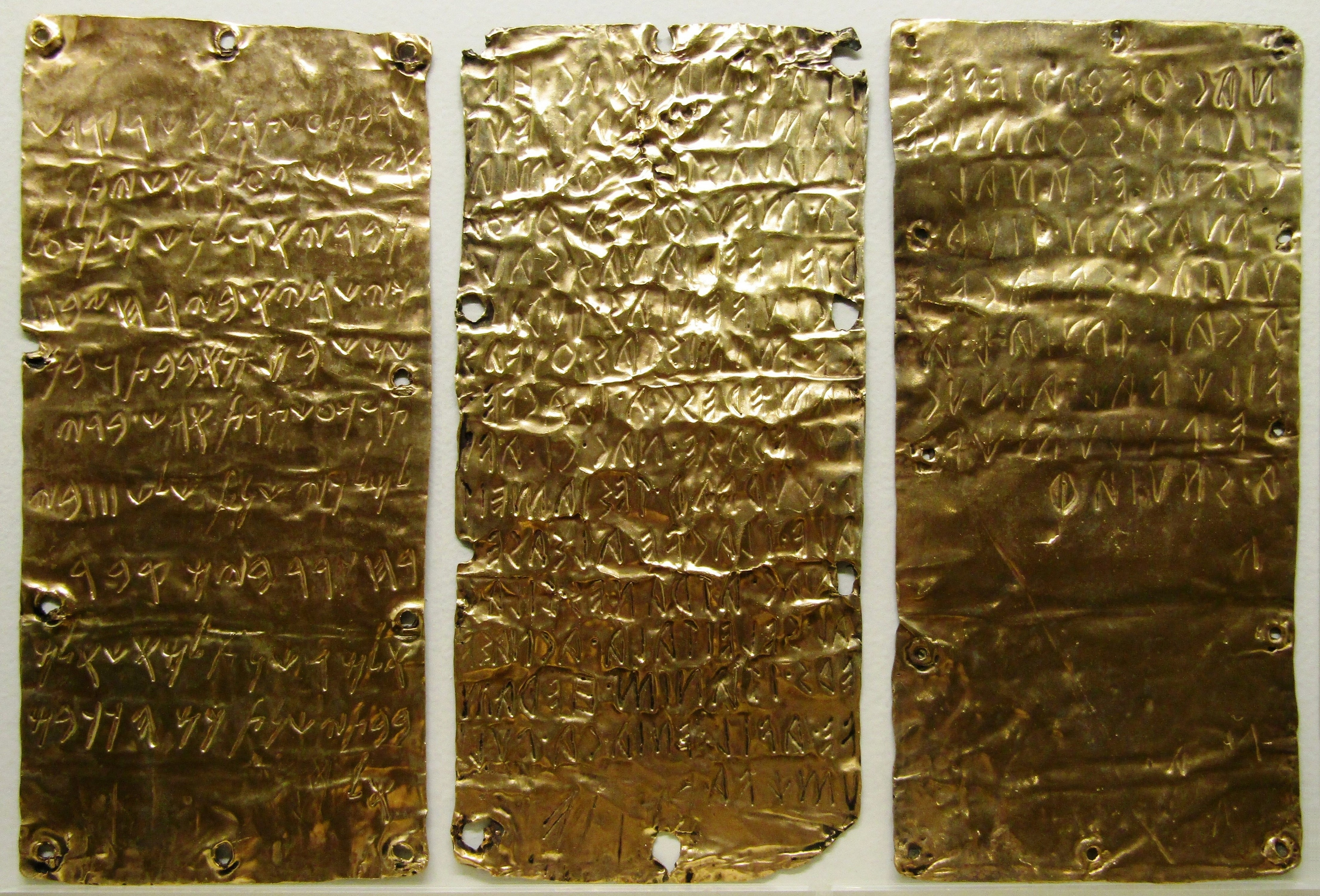
Eine Aufnahme der Goldbleche mit anderer Farbgebung

Das Goldblech mit der phönizischen Inschrift ist 19,4 cm lang und 9,3 cm breit, das mit der längeren etruskischen Inschrift (Goldblech A) 19,2 cm lang und 8,1 cm breit und das mit der kürzeren Inschrift (Goldblech B) besitzt die Maße 19,5 cm und 9,6 cm. Das Gewicht der Goldbleche beträgt in genannter Reihenfolge 44,2 g, 41,4 g und 46,2 g. Das phönizische Goldblech und Goldblech B weisen die gleiche rötliche Färbung und die gleiche Art der Bearbeitung auf. Die Dicke dieser beiden Goldbleche liegt zwischen 0,4 und 0,5 mm. Goldblech A ist augenscheinlich aus einer anderen Folie geschnitten, wie die wesentlich geringere Dicke, die Farbe und die Oberflächenstruktur nahelegen.
Goldblech A weist auf beiden Langseiten eine Krümmung nach hinten von 1 bis 2 mm auf, die nicht zu erklären ist. Eine deutliche Läsur in der Mitte des oberen Teiles hat die Zeilen 2 und 3 in Mitleidenschaft gezogen, was die Lesung einiger Schriftzeichen schwierig macht. Diese Beschädigung ist zweifellos antiken Ursprungs, also nicht auf moderne Einwirkungen bei der Auffindung der drei Bleche zurückzuführen. Auf Goldblech B ist unmittelbar oberhalb der letzten Zeile ebenfalls eine leichte Abschürfung der Oberfläche erkennbar.
Die Nagellöcher zur einstigen Befestigung sind beim phönizischen Goldblech und dem Goldblech A relativ groß. Die Nägel dürften relativ lang gewesen sein, was auf eine massive Holzunterlage, also eine Tür, schließen lässt. Vor allem bei Goldblech A sind Randstücke um die Nagellöcher verlorengegangen. Goldblech B mit der kürzeren etruskischen Inschrift weist dagegen deutlich kleine Nagellöcher auf, ein Hinweis auf die Verwendung dünner Nägel mit großen Köpfen. Auf allen drei Goldblechen sind an den Rändern deutliche Anzeichen von Schmelzungen erkennbar. Auf Goldblech B sind diese Folgeerscheinungen von Schmelzungen besonders evident.

## Inschriften
Die Inschriften sind entsprechend den Schreibgewohnheiten der Phönizier und Etrusker in linksläufiger Schreibrichtung, also von rechts nach links verfasst. Die phönizische Schrift ist eine reine Konsonantenschrift. In der etruskischen Schrift werden dagegen die Buchstaben A, E, I und U für die entsprechenden Vokale verwendet. In der phönizischen Inschrift werden die Wörter gelegentlich durch einen Punkt voneinander abgegrenzt. In den beiden etruskischen Inschriften erfolgt die Setzung eines Punkts nach einem Wort fast durchgehend. In allen Inschriften werden regelmäßig Wörter durch einen Zeilenumbruch getrennt. Die phönizische Inschrift umfasst 39 Wörter in 11 Zeilen, die Inschrift auf Goldblech A 36 Wörter in 16 Zeilen und die wesentlich kürzere Inschrift auf Goldblech B besteht aus 15 Wörtern in 9 Zeilen. Die Buchstaben sind alle etwa 1 cm groß.
Bei einer Untersuchung 1980 wurden auf allen Goldblechen Vorzeichnungen einzelner Buchstaben festgestellt. Goldblech A enthält darüber hinaus auch einige überarbeitete und gestrichene Buchstaben. Die Vorzeichnungen und Korrekturen scheinen aus derselben Hand zu stammen wie die Inschrift. Die Vor- und Nachbearbeitung von Oberflächen, die eine Inschrift oder Bemalung tragen sollten, war in der Antike nicht ungewöhnlich.
In der phönizischen Inschrift fallen die Zeilen vor allem zu Beginn des Textes nach links ab. Dies scheint bedingt durch die Besorgnis des Schreibers, keine Fehler zu machen und den zur Verfügung stehenden Raum richtig einzuteilen. Die etruskischen Inschriften verlaufen dagegen nahezu waagrecht. Die Buchstabenformen sind in beiden Inschriften nahezu identisch, was sich als Resultat eines damals allgemein verbreiteten Schreibstiles erklären lässt. Es könnte sich aber auch um denselben Schreiber gehandelt haben, der auch den phönizischen Text geschrieben haben könnte. Völlig identisch in den etruskischen Inschriften sind z. B. die Buchstabenformen von A, F, TH, M, R, S und generell die Höhe der Buchstaben. Differenzen in der Strichführung sind durch die Verschiedenheit der beiden verwendeten Goldfolien bedingt. Die Dicke von Goldblech B veranlasste den Schreiber zur Verwendung eines stärker zugespitzten Griffels für die Ritzung. Die Kürze des Textes auf Goldblech B bedingte zudem deutlich größere Abstände zwischen den Buchstaben und eine größere Breite der Buchstaben im Vergleich zu Goldblech A.

### Goldblech mit phönizischer Inschrift
|  |  |  |  | LRBT L'ŠTRT 'ŠR QDŠ 'Z 'Š P'L W'Š YTN TBRY. WLNŠ MLK 'L KYŠRY. BYRH. ZBH ŠMŠ BMTN' BBT WBN TW. K'ŠTRT. 'RŠ BDY LMLKY ŠNT ŠLŠ III BY RH KRR BYM QBR 'LM WŠNT LM'Š 'LM BBTY ŠNT KM HKKBM 'L |

Da die phönizische Sprache deutlich besser erforscht ist, kann die phönizische Inschrift einigermaßen wörtlich übersetzt werden. Sie gliedert sich allem Anschein nach in drei Abschnitte:
LRBT L'ŠTRT 'ŠR QDŠ 'Z 'Š P'L W'Š YTN TBRY WLNŠ MLK 'L KYŠRY BYRH ZBH ŠMŠ BMTN' BBT
Für die Herrin Astarte dieser heilige Ort, den Thefarie Velianas, König über Kaysrye, machte und gab im Tempel im MNT, dem Monat der Sonnenopfer.
WBN TW K'ŠTRT 'RŠ BDY LMLKY ŠNT ŠLŠ III BY RH KRR BYM QBR 'LM
Und er erbaute eine Kammer, wie Astarte von ihm wünschte, im Jahr drei seiner Regierung im Monat KRR am Tag der Bestattung der Gottheit.
WŠNT LM'Š 'LM BBTY ŠNT KM HKKBM 'L
Und die Jahre dessen, der der Gottheit in ihrem Tempel ein Geschenk macht, mögen Jahre sein wie die Sterne.
Die Inschrift nimmt offensichtlich Bezug zu historischen Begebenheiten: Thefarie Velianas (TBRY WLNŠ) war zu dieser Zeit der Herrscher über Kaysrye (KYŠRY). Die Phönizier bezeichneten Thefarie Velianas als König (MLK). Das phönizische KYŠRY lässt sich auch mit Caešarie, Caešaria oder auch Cišria transkribieren. In etruskischen Inschriften findet man neben Caisra und Cisra auch Chaisrie und Chaire als Ortsname. Es lässt sich rekonstruieren, dass die Etrusker ihre Stadt in der Frühzeit Kaiserie nannten.
Thefarie Velianas widmete der phönizischen Astarte (ŠTRT) einen heiligen Ort (ŠR QDŠ). Astarte war eine ursprünglich levantinische Himmelskönigin und Liebesgöttin, deren Kult sich durch die Phönizier auch im westlichen Mittelmeerraum ausgebreitet hatte. Als Zeitpunkt dieser Widmung wird ein bestimmter Monat (MNT) angegeben. Anscheinend aufgrund eines Gelübdes stiftete Thefarie Velianas im dritten Regierungsjahr oder nach drei Regierungsjahren (ŠNT ŠLŠ III) der Astarte noch ein Sacellum (TW). Hier wird neben dem Monat (KRR) auch der genaue Stiftungstag angegeben, der Tag, an dem die Gottheit bestattet wird. Die „Bestattung der Gottheit“ scheint mit Mythen und religiösen Praktiken des Astartekults in Verbindung zu stehen. In einem phönizischen Mythos steigt Astarte im Jahresrhythmus in die Unterwelt hinab und kehrt dann wieder.
Das Ende der Weihinschrift ist allerdings unklar. Fraglich ist, um welche und wie viele Sterne (HKKBM) es sich handelt. Vielleicht waren an den Türen des Tempels (BBTY) Metallsterne im Sinne einer Jahreszählung befestigt, wie es bei den Römern üblich war. Eine weitere Übersetzungsvariante lautet: „Und die Jahre der Statue der Gottheit in ihrem Tempel mögen ebenso viele Jahre sein wie diese Sterne.“ Wenn sich die Jahre auf die Gottheit ('LM) beziehen und nicht auf den Spender, dann müssten es allerdings sehr viele Sterne gewesen sein, die an den Türen des Tempels angebracht waren.

### Goldblech A mit etruskischer Inschrift
|  |  |  |  | ITA. TMIA. ICAC. HE RAMAŚVA[.] VATIECHE UNIALASTRES. THEMIA SA. MECH. THUTA. THEFA RIEI. VELIANAS. SAL. CLUVENIAS. TURU CE. MUNISTAS. THUVAS TAMERESCA. ILACVE TULERASE. NAC. CI. AVI L. CHURVAR. TEŚIAMEIT ALE. ILACVE. ALŚASE NAC. ATRANES. ZILAC AL. SELEITALA. ACNAŚV ERS. ITANIM. HERAM VE. AVIL. ENIACA. PUL UMCHVA |

Der erste etruskische Text auf Goldblech A stellt keine wörtliche Übersetzung des phönizischen Texts dar, wie die Entdecker zunächst angenommen hatten. Es wird nur im Wesentlichen derselbe Sachverhalt beschrieben. Ohne Worttrennungen durch Zeilenumbrüche lautet der Text folgendermaßen:
ITA TMIA ICAC HERAMAŚVA VATIECHE UNIALASTRES THEMIASA MECH THUTA THEFARIEI VELIANAS SAL CLUVENIAS TURUCE
MUNISTAS THUVAS TAMERESCA ILACVE TULERASE NAC CI AVIL CHURVAR TEŚIAMEITALE ILACVE ALŚASE NAC
ATRANES ZILACAL SELEITALA ACNAŚVERS ITANIM HERAMVE AVIL ENIACA PULUMCHVA
Die Inschrift beginnt mit dem Hinweis auf zwei Dinge TMIA und HERAMAŚVA im Nominativ, die durch die Demonstrativpronomina ITA und ICA hervorgehoben und mit dem an ICA angehängten C als „und“ verbunden werden. TMIA könnte „Tempel“ bedeuten und HERAMAŚVA den Ort einer Statue beschreiben. VATIECHE ist sehr wahrscheinlich ein Verb im Präteritum Passiv. Die Etrusker identifizierten ihre Göttin Uni mit der phönizischen Astarte, aber UNIALASTRES stellt keine Verbindung der Namen der Gottheiten Uni und Astarte dar, wie anfangs vermutet wurde, sondern ist zweifelsfrei der Ablativ UNIALAS von Uni gefolgt von der Postposition TRES. Das folgende THEMIASA ist vermutlich ein Partizip. MECH THUTA bildet eine syntaktische Einheit mit politischer Bedeutung. In diesem Zusammenhang könnte sich MECH auf den Stadtstaat von Caisra beziehen.
THEFARIEI VELIANAS ist der Name einer Person, gemäß der etruskischen Namenskonvention bestehend aus dem Vornamen Thefarie und dem Gentilnamen Velianas. Allgemein wird angenommen, dass das I am Ende des Vornamens einen Schreibfehler darstellt. Wortart und Bedeutung des nachfolgenden SAL CLUVENIAS sind unbekannt. TURUCE bedeutet „hat gegeben“ und bezieht sich auf Thefarie Velianas als Subjekt. Ungeklärt ist, was Thefarie Velianas gegeben oder geschenkt hat und ob der Satz mit TURUCE abschließt oder das nachfolgende Genitivpaar MUNISTAS THUVAS einschließt.
TAMERA bedeutet Kammer und entspricht dem TW aus dem phönizischen Text, aber die syntaktische Form von TAMERESCA ist unbekannt. ILACVE dient der Angabe eines bestimmten Zeitpunkts und tritt mit TULERASE und ALŚASE auf, die Monate oder Festtage bezeichnen könnten. Die Bedeutung von CHURVAR ist unbekannt. TEŚIAMEITALE scheint eine weitere Spezifizierung eines Datums zu sein. NAC ist eine zeitliche Konjunktion und CI AVIL bedeutet „drei Jahre“. ATRANES ist ein unbekannter Genitiv. ZILACAL ist der Genitiv von ZILAC, einer Bezeichnung für einen Magistrat. Der Genitiv SELEITALA setzt sich aus SELE und dem Demonstrativpronomen ITA zusammen. Die Bedeutung von ACNAŚVERS ist unbekannt. ITANIM scheint ein Akkusativ des Demonstrativpronomens ITA zu sein und steht in Verbindung zum Verb HERAMVE. AVIL bedeutet wieder „Jahr“ im Sinn von „im Jahr“ oder „während des Jahres“. ENIACA ist unbekannt. PULUMCHVA ist Plural von PULUM. Da am Ende des phönizischen Textes „Sterne“ steht, wird häufig angenommen, dass PULUMCHVA ebenfalls „Sterne“ bedeutet.
Dem etruskischen Text ist zu entnehmen, dass Thefarie Velianas im Heiligtum von Pyrgi einen Ort und ein Objekt der Göttin Uni geweiht hat. Der Stifter wird hier nicht als Herrscher über Caisra bezeichnet, sondern in einem unklaren Zusammenhang zum Stadtstaat von Caisra. Anschließend wird eine Schenkung erwähnt und ein Zeitraum von drei Jahren, der sich auch im phönizischen Text findet. Unklar ist, ob sich der etruskische Magistratstitel ZILAC auf Thefarie Velianas bezieht. Der Schlussteil scheint wieder dem phönizischen Text zu entsprechen.

### Goldblech B mit etruskischer Inschrift
|  |  |  |  | NAC. THEFARIE. VEL IIUNAS. THAMUCE CLEVA. ETANAL. MASAN. TIUR UNIAS. ŚELACE. V ACAL. TMIAL. A VILCHVAL. AMUC E. PULUMCHV A. SNUIAPH |

Der zweite etruskische Text auf Goldblech B besitzt keine phönizische Parallele und ist wesentlich kürzer. Er wurde wahrscheinlich mehrere Jahre später verfasst und nimmt anscheinend Bezug auf den Inhalt der beiden vorangegangenen Inschriften:
NAC THEFARIE VELIIUNAS THAMUCE CLEVA ETANAL MASAN TIUR
UNIAS ŚELACE VACAL TMIAL AVILCHVAL AMUCE PULUMCHVA SNUIAPH
Die Inschrift beginnt mit der zeitlichen Konjunktion NAC, vielleicht mit der Bedeutung „als“ oder „nachdem“, und dem Namen des Stifters von Goldblech A, diesmal in der Schreibweise THEFARIE VELIIUNAS. Es folgt THAMUCE mit der Bedeutung „hat bereitgestellt“. CLEVA steht für „Opfergabe“. ETANAL ist ein unbekannter Genitiv. MASAN scheint ein Monatsname zu sein, da TIUR für „Monat“ steht. UNIAS ist der adjektivische Genitiv der Göttin Uni. ŚELACE ist ein Verb in der dritten Person Perfekt. VACAL steht für ein Ritual und TMIAL ist der Genitiv von TMIA mit der möglichen Bedeutung „Tempel“. AVILCHVAL bedeutet „jährlich“ und AMUCE „ist gewesen“. PULUMCHVA könnte wieder für „Sterne“ stehen und SNUIAPH könnte wieder ein Ritual sein. Gelegentlich wird vermutet, dass SNUIAPH das etruskische Zahlwort für 12 ist und sich der Zeitraum dadurch auf zwölf Jahre bemisst. Dagegen spricht, dass SNUIAPH weder ZAL für 2 noch ŚAR für 10 enthält. Auf Goldblech B wird also an Zeremonien erinnert, die Thefarie Velianas im Monat Masan abhalten ließ. Dazu kommt noch ein Ritual, das jährlich im Tempel abgehalten worden ist und in Beziehung zum Ende der Inschrift von Goldblech A steht. Bemerkenswert ist, dass in dieser Inschrift die Göttin Astarte nicht mehr erwähnt wird.
Mit Sicherheit nehmen alle drei Texte Bezug auf dieselben Personen, Ereignisse und Objekte. Es gibt aber auch einige fehlende Entsprechungen. In den etruskischen Texten findet sich jeweils kein unmittelbares Pendant zum phönizischen ŠR QDŠ (heiliger Ort), MLK (König), KYSRY (Caisra) und zu zahlreichen anderen Vokabeln, wie umgekehrt auch viele etruskischen Wörter keine Entsprechung in der punischen Inschrift zu haben scheinen. Der phönizische und der etruskische Text auf Goldblech A stellen in dem Sinn keine echte Bilingue dar, als dass die Inhalte der Inschriften nicht wörtlich übereinstimmen. Man spricht daher auch von einer Quasi-Bilingue. Trotz der vielen Parallelen ist eine wörtliche Übersetzungen der etruskischen Inschriften nach dem bisherigen Kenntnisstand nicht möglich.

## Hintergrund

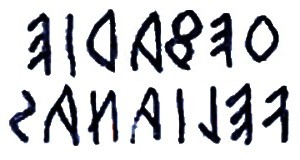
Namenszug THEFARIE VELIANAS auf Goldblech A

Die Goldbleche zählen zu den ersten sicheren Zeugnissen einer historischen Persönlichkeit Etruriens. Thefarie Velianas scheint kein König gewesen zu sein, aber vielleicht ein Alleinherrscher nach Art griechischer Tyrannen. Wahrscheinlicher erscheint, dass Thefarie Velianas oberster Magistrat eines republikanischen Stadtstaats war, wie der etruskische Text nahelegt. Der Vorname Thefarie und seine lateinische Entsprechung Tiberius stehen in Verbindung zum nahe gelegenen Fluss Tiber.

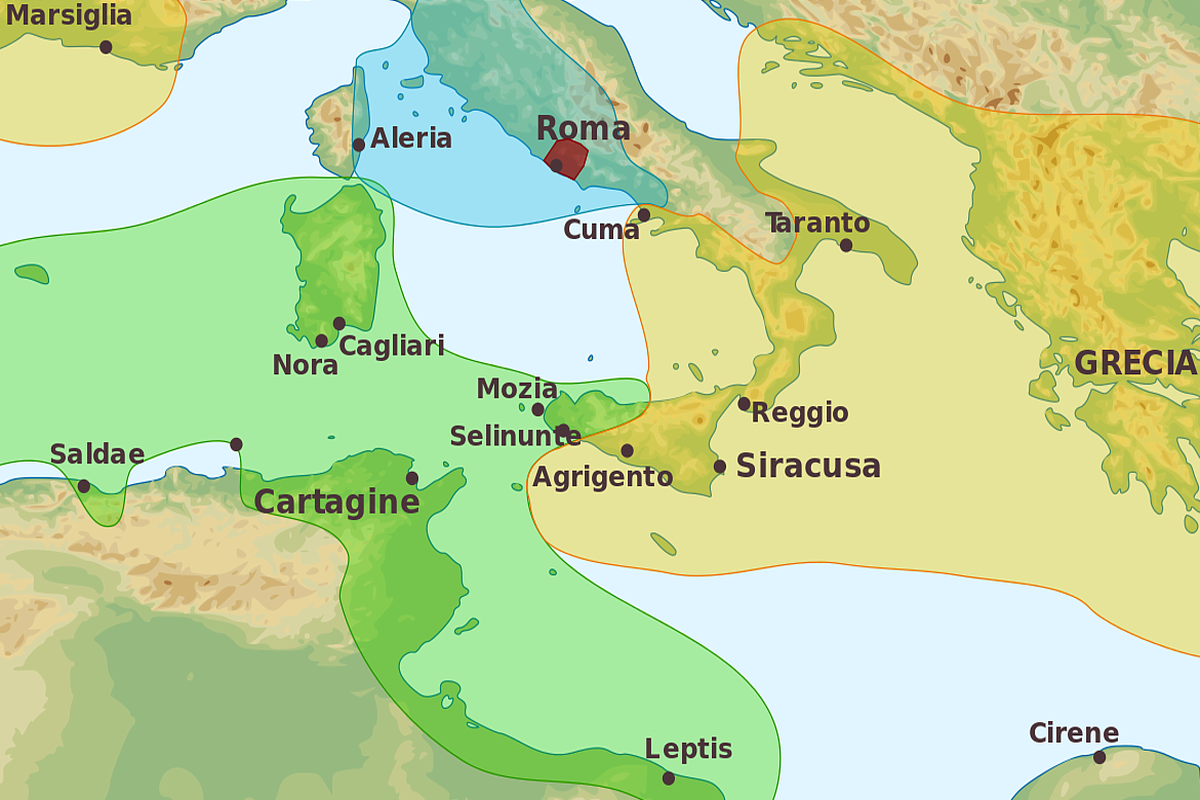
Einflussgebiete der Etrusker (blau), der Phönizier (grün) und der Griechen (gelb) um 510 v. Chr.

Die Goldbleche dokumentieren auch die engen Beziehungen zwischen den Etruskern und den Puniern, wie die Römer die Phönizier aus Nordafrika und insbesondere aus Karthago nannten. Dieses etruskisch-phönizische Bündnis bildete ein Gegengewicht zur griechischen Expansion im westlichen Mittelmeerraum. In einer früheren philhellenischen Phase hatte Caisra dagegen politisch-wirtschaftliche Kontakte insbesondere zu Sybaris. Diese Veränderung könnte mit dem Untergang von Sybaris um 510 v. Chr. zusammenhängen. Offenbar wurde jetzt der Einfluss der Phönizier so groß, dass Thefarie Velianas als Herrscher von Caisra der fremdländischen Göttin Astarte einen Kultort bereitstellte und dies durch eine phönizische Inschrift publik machte.
Vielleicht wollte Thefarie Velianas in die Gunst seiner mächtigen Verbündeten kommen oder er war den Puniern untergeordnet und die Tafeln spiegeln diese Situation wider. Denkbar ist auch, dass Thefarie Velianas erst mit Hilfe der Karthager an die Macht gelangt ist. Nach mehreren Jahren hatte sich seine Position so weit gefestigt, dass er die Unterstützung der Karthager nicht mehr benötigte. Deshalb gab es auch keine phönizische Übersetzung der zweiten etruskischen Inschrift und die Göttin Astarte wurde nicht mehr genannt. Vielleicht war die erhoffte Hilfe auch ausgeblieben.
474 v. Chr. unterlagen die verbündeten Etrusker und Phönizier den Griechen unter Hieron I. von Syrakus in der Seeschlacht von Kyme. Diese etruskisch-phönizische Allianz hatte 535 v. Chr. in der Seeschlacht von Alalia die Griechen noch besiegen können. Bemerkenswert ist, dass in dieser Zeit des allmählichen Niedergangs der etruskischen Küstenstädte der Tempel A in Pyrgi errichtet wurde, der zu den größten in Etrurien zählte und überreich mit Architektur-Terrakotten geschmückt war.

## Datierungen
Der Zeitpunkt der Herstellung der Goldbleche ist nicht sicher und umstritten. Die Datierung reicht vom späten 6. Jahrhundert v. Chr. bis in das frühe 4. Jahrhundert v. Chr. Die Intensivierung der Beziehungen zu den Phöniziern lässt eine Entstehung nach 500 v. Chr. vermuten. Für eine jüngere Datierung spricht, dass sich Formen einzelner Buchstaben auch in Inschriften aus dem 4. Jahrhundert v. Chr. finden. Das phönizische Goldblech und Goldblech A dürften gleichzeitig hergestellt worden sein. Goldblech B mit der kürzeren Inschrift scheint später entstanden sein, vielleicht auch erst mehrere Jahre später. Alle drei Goldbleche waren wahrscheinlich an der Tür zur Cella von Tempel B angebracht.

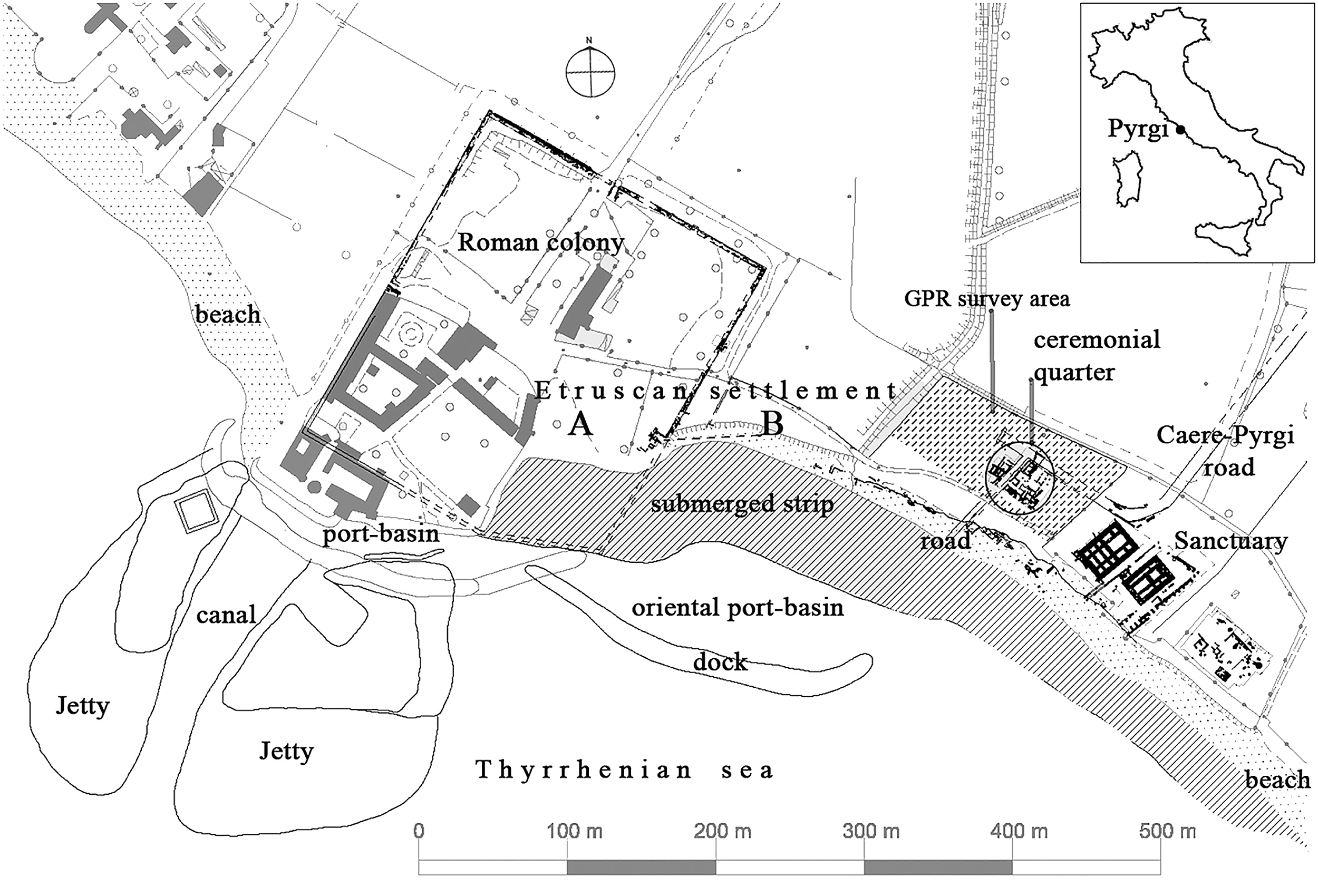
Ausgrabungsstätte von Pyrgi mit dem etruskischen Heiligtum und der römischen Militärkolonie

Ungeklärt ist auch, zu welchem Zeitpunkt die Goldbleche unter den Erdboden gelangten. Zunächst lassen die Schmelzungen der Goldbleche sich nur durch einen Brand erklären. Falls die Goldbleche auf die Flügel einer oder mehrerer Türen genagelt waren, dürften sie durch das Feuer und herabstürzende Teile des Gebäudes, insbesondere des Daches, in Mitleidenschaft gezogen worden sein. Tatsächlich wurden bei der Ausgrabung zahlreiche verkohlte Reste von Holz und anderem Material gefunden. Ungeklärt ist, wann dieses Feuer ausbrach und ob es sich dabei um einen unbeabsichtigten Unglücksfall oder um eine geplante Aktion handelte. Weitere Funde in der Einfriedung, in der sich die Goldbleche befanden, lassen jedenfalls Rückschlüsse auf das ausgehende 4. Jahrhundert oder das frühe 3. Jahrhundert v. Chr. zu. Hier kommen die historischen Ereignisse in Betracht, die zum Ende der Unabhängigkeit von Caisra führten. Zu Beginn des 3. Jahrhunderts v. Chr. wurde nordwestlich des Heiligtums an einem Küstenvorsprung eine römische Militärkolonie gegründet. Ab etwa 270 v. Chr. geriet Caisra vollständig unter römische Herrschaft. Die Goldbleche scheinen aber nicht in einer akuten Kriegssituation vergraben worden zu sein. Man fand sie sorgfältig eingerollt zusammen mit Nägeln.

## Rezeption
Der völlig unerwartete Fund der drei Goldbleche verhalf der Etruskologie, die bis dahin eher ein Randgebiet innerhalb der klassischen Altertumswissenschaften dargestellt hatte, zu einem enormen Aufschwung. Durch Forschungen in Tarquinia war bereits zwischen 1950 und 1960 das Interesse für die Etrusker wiederbelebt worden. Die Entdeckung wurde von der Fachwelt und der Öffentlichkeit mit großer Begeisterung aufgenommen. Monatelang publizierten die Tagespresse und die Illustrierten Berichte über etruskische Denkmäler und die bekanntesten etruskischen Grabungszonen. Die Protagonisten der Ausgrabung, darunter Massimo Pallottino und Giovanni Colonna, wurden ausführlich interviewt und veröffentlichten zusammen mit anderen Spezialisten für den phönizischen Bereich und die technischen Aspekte in kürzester Zeit entsprechende Publikationen zur Entdeckung der Goldbleche.
Allerdings waren nicht nur die Wissenschaftler der Universität La Sapienza aus Rom, sondern auch alle anderen Etruskologen völlig unvorbereitet für die wissenschaftliche Aufarbeitung des Funds. Es offenbarten sich bald mangelnde Präparation und institutionelle Schwächen. Es scheint denkbar, dass unmittelbar nach der Entdeckung der Goldbleche wertvolle Indizien verloren gegangen sind. So sind z. B. der genaue Ort und die Struktur des Fundorts nicht hinreichend dokumentiert. Ebenso wenig ist der Verbleib einiger Objekte geklärt, die zusammen mit den Goldblechen in dem so genannten Becken entdeckt worden sind.
Zunächst gab es von den Goldblechen nur wenige und nicht sehr gute fotografische Aufnahmen und die Abzeichnungen der Inschriften orientierten sich fast ausschließlich an den ursprünglichen von Mauro Cristofani angefertigten Abschriften. Erst später wurden genauere Untersuchungen der Goldbleche vorgenommen, die Vorzeichnungen für die Buchstaben, Überarbeitungen und Streichungen zum Vorschein brachten.
Die Autoren der Erstveröffentlichungen hatten die Hoffnung, mit Hilfe des phönizischen Texts die etruskische Sprache tiefgreifend entschlüsseln zu können. Man glaubte, linguistische Probleme des Satzbaus, der Wortformen und syntaktischen Beziehungen und darüber hinaus die Bedeutung vieler Wörter klären zu können. Bald wurde den Beteiligten aber klar, dass die Goldbleche keine echte Bilingue darstellten, sondern nur Bezug auf dieselben Personen, Ereignisse und Objekte nahmen. Dadurch wurden wesentliche Fortschritte in der Entschlüsselung der etruskischen Sprache verhindert. Immerhin hat sich seitdem die Zahl der Spezialisten auf dem etruskologischen Gebiet vervielfacht, was wiederum sogar andere Forschungsgebiete außerhalb des etruskischen und phönizischen Sektors begünstigte.
Die Entdeckung der Goldbleche fiel mit einer Neuausrichtung in der Erforschung der etruskischen Sprache zusammen und hat diese zum Teil sicher beeinflusst: Die Inschriften wurden nun auch in ihrem historischen und geographischen Kontext betrachtet, der die Verwurzelung der Etrusker im antiken Italien und auch im antiken Mittelmeerraum widerspiegelt. Auch epigraphische Denkmäler, die sich seit vielen Jahrzehnten in Museen und Sammlungen befanden, unterzog man einer erneuten Untersuchung und versuchte, archäologische und historische Bezüge zur Fundstätte zu rekonstruieren. Daneben begann man in internationaler Zusammenarbeit, etruskische Inschriften zu sammeln und neu zu ordnen oder bestehende Sammlungen zu ergänzen, darunter das Corpus Inscriptionum Etruscarum und die Testimonia Linguae Etruscae.